# Аптікеєва Тетяна Анатоліївна
Тетяна Анатоліївна Аптікеєва (17 лютого 1969 , Могилів-Подільський, Вінницька область ) — радянська та російська кіноактриса. Заслужена артистка РФ (2009).

## Життєпис
У 1992 році закінчила Ленінградський державний інститут театру, музики та кінематографії. Після чого вступила до трупи Великого драматичного театру.

## Особисте життя
13 років була одружена з колегою Ігорем Ліфановим. У цьому шлюбі народилася донька Анастасія (нар. 1995).

## Фільмографія
- 1999 рік — « Барак» — Фаїна.
- 2000 рік — « Вихід» — Ірина Мітяєва.
- 2000 рік — « Менти-3» — Ганна Сергіївна Єршова.
- 2001 рік — « Агент національної безпеки-3» — Женя.
- 2001 рік — « На ім'я Барон» — Тетяна.
- 2001 рік — « Таємниці слідства» — Алла Валеріївна
- 2002 рік — « Російський спецназ» — мама рудого хлопчика
- 2005 рік — « Королівство кривих» — дружина спелеолога
- 2007 рік — « Особливості національного підлідного лову, або Відрив по повному» — Аля
- 2009 рік — « Щасливий кінець» — відьма
- 2010 рік — «Тульський Токарєв» — мама Артема
- 2011 — «Катя. Продовження» — Валентина
- 2011 рік — « Літєйний, 7» — Ірина
- 2011 рік — « Менти-11» — Люба Чорних
- 2015 рік — « Аперкот для Гітлера» — Августа Леонідівна Миклашевська.

## Ролі у театрі
- 2007 рік — «Дама з собачкою» — Гурова[2].
- 2008 рік — «Прекрасна неділя для пікніка», Великий драматичний театр (ВДТ) — Доротея.
- 2009 — Влада пітьми, ВДТ — Анісся[3].
- 2017 рік — «Три сестри», ВДТ — Ольга.

## Нагороди
У складі жіночого колективу отримала премію «Золотий софіт» за роль Ольги у виставі «Три сестри» Володимира Панкова.